# Adolfo Zaldívar
Adolfo Zaldívar, nome completo Miguel Adolfo Gerardo Zaldívar Larraín (Santiago del Cile, 13 settembre 1943 – 27 febbraio 2013), è stato un politico e avvocato cileno, appartenente al Partito Regionalista Cileno.
Era un avvocato e professore di diritto, successivamente senatore per la Regione di Aysén, collocata nel Sud del Cile. Fino al 2007 ha militato nel Partito Democratico Cristiano del Cile, lasciato polemicamente per le accuse di tradimento al partito e all'elettorato da parte del comitato centrale democristiano poiché aveva firmato documenti con alcuni esponenti dell'Alianza por Chile, coalizione oppositrice del governo, senza aver consultato prima il suo partito e la sua coalizione.
Eletto Presidente del Senato con i voti dell'opposizione e di alcuni esponenti della DC e di parlamentari usciti dal centrosinistra.
Per i suoi capelli biondo-ramati la corrente politica che nella DC fa riferimento a lui vengono chiamati colorin.
Dal 2002 al 2006 ha ricoperto la carica di segretario del suo partito, ma nel 2006 è stato sconfitto da Soledad Alvear Valenzuela membro dell'area più a sinistra. A seguito della sua uscita dal partito si è avvicinato al Partito Regionalista Cileno in qualità di indipendente e tale formazione politica lo ha candidato alle elezioni presidenziali del 2009. 
Adolfo Zaldivar era fratello di Andrés Zaldívar, politico e membro della DC.